# Грот Микола Якович
Грот Микола Якович (нар. 18 (30) квітня 1852, Гельсінкі — 23 травня (4 червня) 1899, Кочеток) — російський філософ-ідеаліст, професор Московського університету (з 1886), голова Московського психологічного товариства, перший редактор журналу «Питання філософії і психології» (з 1889).

## Біографія
Народився в сім'ї філолога, академіка Я. К. Грота і письменниці Наталії Петрівни Семенової (1824–1899), сестри відомих діячів і письменників Миколи Петровича Семенова і Петра Петровича Семенова-Тян-Шанського.
Дружина — Наталя Миколаївна Лавровська. Діти: Євгенія, Олексій, Марія, Наталія, Ольга, Олена, Надія, Лев.
Закінчив історико-філологічний факультет Санкт-Петербурзького університету (1875). Нагороджений золотою медаллю за твір «Спростування Платона і піфагорійців по метафізиці Арістотеля».
Після річного стажування в Німеччині влаштувався в Ніжині, викладав психологію, логіку та історію філософії в місцевому Історико-філологічному інституті.
Захистив магістерську дисертацію «Психологія почувань в її історії та головних основах» (1880) і докторську "До питання про реформу логіки. Досвід нової теорії розумових процесів "(1882).
Неодноразово друкувався у французькому журналі «Філософське огляд» за редакцією академіка Теодюля Рибо.
В 1883–1886 рр. завідував кафедрою філософії Новоросійського університету в Одесі, а з 1886 р. — професор Московського університету, де до самої смерті працював на кафедрі філософії.
З 1888 року — голова Московського психологічного товариства.
В 1889 р. заснував журнал «Питання філософії та психології», який і очолював з 1889 до 1896 р.
Помер М. Я. Грот 1899 року, у віці 47 років, повний розквіту творчих сил, по дорозі до Харкова, куди їхав, щоб викладати філософію в місцевому університеті.

## Наукові погляди
В ранній період під впливом К. Д. Кавеліна погляди Грота тяжіли до позитивізму. Надалі Грот еволюціонував до побудови метафізики на основі даних дослідної науки (так званому монодуалізму) і до пошуку природничо-наукових підстав для етики та аксіології.
Принципова різниця між психологією і соціологією вбачалася М. Гротом незначною — психологія розглядає індивідуальні психічні явища, які мають загальний і порівняно простий характер, а соціологія, вважав соціолог, опікується явищами суспільними (колективними), які складніше за перші і мають специфічний характер. У цьому, зокрема, проявляється тенденція вченого до психологізації соціології — так, скажімо, суспільство, подібно до індивіда, виявляє пізнавальну діяльність, яка виражається у накопиченні наукових знань, розвиткові мови тощо.
Розглядаючи питання побудови соціології як науки, М. Грот наполягав на виділенні таких її підрозділів:
- Суспільні і філологічні науки,
- Соціальна етика і наука про мистецтво,
- Політична історія і релігієзнавство,
- Юридичні та економічні науки.

Концепцію суспільного розвитку професор виклав зокрема у праці «Прогрес і наука» (1883 рік), тлумачив його як безперервну вервечку природних перетворень, фіналом якого є взаємне пристосування природних об'єктів.

## Праці

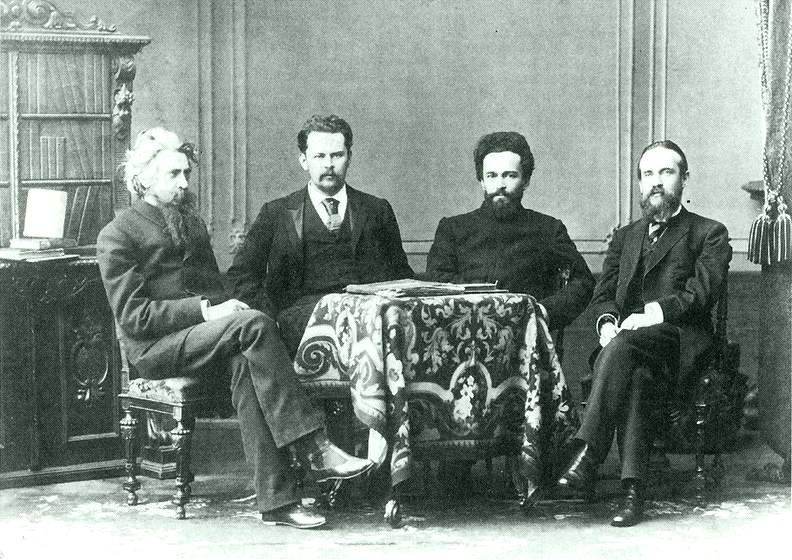
Соловйов Вл. С., Трубецькой С. Н., Грот М. Я., Лопатін Л. М.

Окремі видання
- Психология чувствований в ее истории и главных основах. — СПб., 1879–1880. [Архівовано 28 квітня 2012 у Wayback Machine.]
- К вопросу о реформе логики. Опыт новой теории умственных процессов. — Нежин, 1882.
- Джордано Бруно и пантеизм. — Одесса, 1885.
- О душе в связи с современным учением о силе. Опыт философского построения. — Одесса, 1886.
- Значение чувства в познании и деятельности человека. — М., 1889.
- Основные моменты в развитии новой философии. — М., 1894 на сайте Руниверс

Статті
- Сновидения как предмет научного анализа // Киев. — 1878.
- Философия как ветвь искусства // Мысль. — 1880. — № 8.
- Отношение философии к науке и искусству // Киев. — 1883. — № 27-28.
- К вопросу о критериях истины. Возможность научного оправдания наивного реализма // Русское богатство. — 1883. — № 4-6.
- К вопросу о классификации наук. — СПб., 1884.
- О направлении и задачах моей философии. (Ответ архиепископу Никанору) // Православное обозрение. — 1886. — № 11.
- Критика понятия свободы воли в связи с понятием причинности // Труды Московского психологического общества. Вып. III. — М., 1889.
- Что такое метафизика // Вопросы философии и психологии. [Архівовано 12 жовтня 2012 у Wayback Machine.] — 1890. — Кн. 2.
- Нравственные идеалы нашего времени. Фридрих Ницше и Лев Толстой// Вопросы философии и психологии. [Архівовано 12 жовтня 2012 у Wayback Machine.], январь
- О времени // Вопросы философии и психологии. — 1894. — Кн.23, 24, 25.
- Понятие о душе и психической энергии в психологии // Вопросы философии и психологии. [Архівовано 12 жовтня 2012 у Wayback Machine.] — 1897. — Кн. 37, 39.
- Критика понятия прогресса // Вопросы философии и психологии. [Архівовано 12 жовтня 2012 у Wayback Machine.] — 1898. — Кн. 45.
- К вопросу об истинных задачах философии // Философия и ее общие задачи. Сборник статей. — СПб., 1904,